# Ajax de Ámsterdam (femenino)
El AFC Ajax Vrouwen es la sección femenina del Ajax de Ámsterdam, un club de fútbol holandés. Viste de blanco y rojo, y juega en la Eredivisie Vrouwen, en el Estadio De Toekomst de Ámsterdam.
Se creó en 2012. En su debut en la Liga BeNe fue 4.º.